# Kenta Kano
Kenta Kano (født 2. maj 1986) er en japansk fodboldspiller, som spiller for den japanske fodboldklub Tokushima Vortis.